# Jimmy Duncan

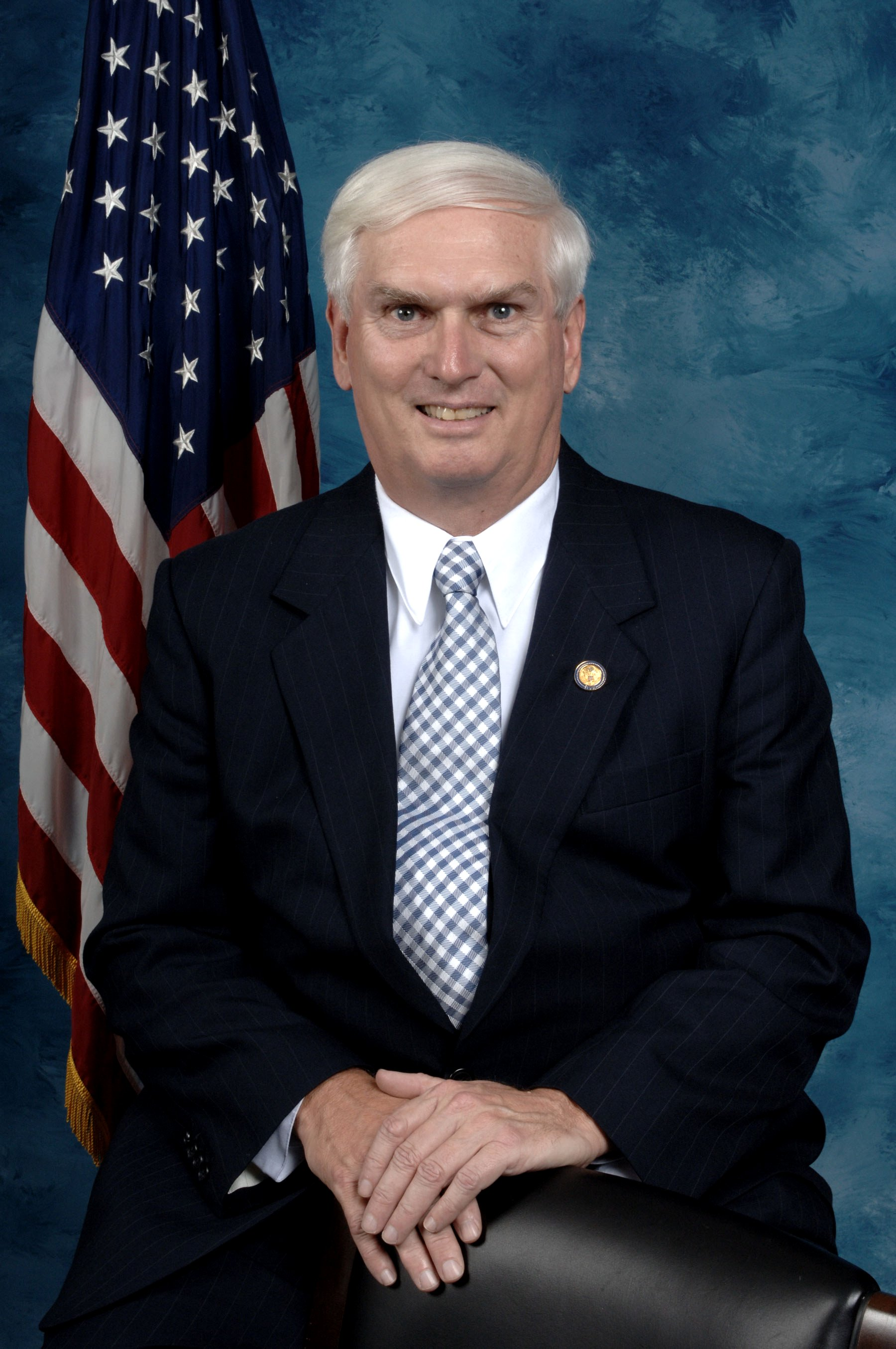
Jimmy Duncan

John James „Jimmy“ Duncan Jr. (* 21. Juli 1947 in Lebanon, Tennessee) ist ein US-amerikanischer Politiker. Seit 1988 vertritt er den Bundesstaat Tennessee im US-Repräsentantenhaus. Da er 2018 nicht wieder antritt, wird er zum Januar 2019 aus dem Kongress ausscheiden.

## Werdegang
Jimmy Duncan ist der Sohn des Kongressabgeordneten John Duncan. Er studierte bis 1969 an der University of Tennessee in Knoxville. Nach einem anschließenden Jurastudium an der George Washington University in Washington, D.C. und seiner im Jahr 1973 erfolgten Zulassung als Rechtsanwalt begann er in seinem neuen Beruf zu arbeiten. Zwischen 1970 und 1987 war er Mitglied der Army National Guard und der Reserve der US Army. Von 1981 bis 1988 war Duncan als Strafrichter in Knoxville tätig.
Politisch wurde er wie sein Vater Mitglied der Republikanischen Partei. Nach dem Tod seines Vaters, der zu diesem Zeitpunkt noch Kongressabgeordneter war, wurde er bei der fälligen Nachwahl für den zweiten Sitz von Tennessee als dessen Nachfolger in das US-Repräsentantenhaus in Washington gewählt und trat am 8. November 1988 dieses Mandat an und wurde seitdem alle zwei Jahre wiedergewählt. Er ist bzw. war Mitglied im Ausschuss für Bodenschätze, im Committee on Oversight and Government Reform und im Ausschuss für Verkehr und Infrastruktur sowie in insgesamt fünf Unterausschüssen. Darüber hinaus ist bzw. war er in fünf Congressional Caucuses vertreten. 
Im Juli 2017 gab Duncan bekannt, bei der Wahl 2018 nicht wieder anzutreten. Sein Mandat endet am 3. Januar 2019. Im April 2018 wurde bekannt, dass das Ethikbüro des Kongresses gegen Duncan wegen Veruntreuung von Wahlkampfspenden ermittelt. Demnach soll er für sich, Familie und Freunde für private Zwecke etwa 100.000 Dollar an Mitteln genutzt haben, die für politische Zwecke vorgesehen waren.
Duncan gilt als konservativer Abgeordneter. Bemerkenswert ist sein Verhalten in Bezug auf den Irakkrieg und den Krieg in Afghanistan. Obwohl er Mitglied der Republikanischen Partei von Ex-Präsident George W. Bush ist, stimmte er gegen diese Kriege und später für einen schnellen Truppenabzug. Er war auch gegen eine Erhöhung des Militärhaushalts zur Finanzierung dieser Einsätze.
Duncan ist verheiratet und lebt privat in Knoxville.

## Belege
1. ↑  Michael Collins: Ethics office: Rep. John J. Duncan Jr. improperly used campaign money; report is ‘false,’ he says. In: Knox News, 4. April 2018.

| Personendaten    | Personendaten               |
| ---------------- | --------------------------- |
| NAME             | Duncan, Jimmy               |
| ALTERNATIVNAMEN  | Duncan, John James junior   |
| KURZBESCHREIBUNG | US-amerikanischer Politiker |
| GEBURTSDATUM     | 21. Juli 1947               |
| GEBURTSORT       | Lebanon, Tennessee          |